# Sergio Renda
Sergio Renda, pseudonimo di Sergio Merenda (Moncalieri, 25 luglio 1926 – Cremona, 5 settembre 2016), è stato un cantante, attore e doppiatore italiano.

## Biografia
Inizia l'attività musicale nel 1945, incidendo alcuni 78 giri per la Cetra, La Voce del Padrone e poi per la Fonit.
Nel 1957 incide il brano Amico whisky, scritto da Alberto Testa e Gigi Cichellero; passa poi alla CGD e partecipa alla Sei giorni della canzone nel 1960, arrivando alla serata finale.
Dopo il passaggio alla Galleria del Corso, partecipa al Festival di Sanremo 1961 interpretando, in abbinamento con Claudio Villa, la canzone Mare di dicembre, scritta da Luciano Beretta e Giulio Libano, che non accede alla serata finale.
Lavora anche nel cinema, comparendo in diversi film tra i quali Una sera c'incontrammo del 1975 e Lui è peggio di me nel 1984.

## Discografia parziale
- 1961: Mare di dicembre/Non mi dire chi sei (Galleria del Corso, GC 14)

## Filmografia

### Attore
- Gli altri, gli altri... e noi, regia di Maurizio Arena (1967)
- La filibusta, regia di Beppe Recchia (1969, serie TV)
- Marco Visconti (1975, serie TV)
- Una sera c'incontrammo, regia di Piero Schivazappa (1976)
- Valentina, una ragazza che ha fretta, regia di Vito Molinari (1977, film TV)
- Il superspia, regia di Eros Macchi - miniserie TV (1977)
- La bidonata, regia di Luciano Ercoli (1977)
- Storia di Anna, regia di Salvatore Nocita (1981, mini serie TV)
- Lui è peggio di me, regia di Enrico Oldoini (1985)

### Doppiatore
- Armando In La Pimpa